# Maxima Latvija
MAXIMA Latvija ist ein Tochterunternehmen des litauischen Konzerns UAB „Maxima grupė“, seit 2011 Marktführer im lettischen Einzelhandel und der größte Arbeitgeber in Lettland. Jeden Tag werden die 141 MAXIMA-Supermärkte von 287.000 Kunden besucht.

## Geschichte
2007 hatte die Handelskette insgesamt 121 Supermärkte und beschäftigte 6439 Mitarbeiter. 2011/2012 überholte MAXIMA das Unternehmen Rimi Lietuva und wurde Marktführer (2012 erreichte Romo einen Umsatz von 443,326 Mio. Lats und einen Gewinn von 8,95 Mio. Lats). 2012 erzielte man einen Umsatz von 2,187 Mrd. Litas (ohne MwSt.). 2013 werden sieben neue Supermärkte eröffnet. 2013 gelangte das Unternehmen mit der Schuld von 3566,33 LVL (4000 Euro) in die „schwarze“ Schuldnerliste des nationalen Finanzamts.

### Unglück in Riga-Zolitūde am 21. November 2013
Am Abend des 21. November 2013, ca. 18 Uhr Ortszeit, stürzte die Dachkonstruktion des Maxima-XX-Supermarktes im Rigaer Stadtteil Zolitūde ein. Bei dem Unglück kamen mindestens 54 Menschen ums Leben. Nach einem Kommentar zum Unglück und dem Rücktritt von Ministerpräsident Dombrovskis wurde der Geschäftsführer des Unternehmens am 28. November 2013 entlassen.

## Leitung
- bis 2008: Janis Stakens
- von Juli 2008 bis 2011: Arūnas Zimnickas
- Oktober 2011 bis November 2013: Gintaras Jasinskas